# Dirección General para el Servicio Público de Justicia
La Dirección General para el Servicio Público de Justicia (DGSPJ) de España, es el órgano directivo del Ministerio de la Presidencia, Justicia y Relaciones con las Cortes, adscrito a la Secretaría General para la Innovación y Calidad del Servicio Público de Justicia, que asiste a ésta en todas aquellas materias que impliquen las comunicaciones entre el Gobierno de la Nación, la Administración de Justicia y todos los colegios de profesionales del Derecho, así como en la gestión de todos los recursos, humanos, económicos y materiales de la Administración de Justicia.

## Historia
El órgano directivo actualmente denominado Dirección General para el Servicio Público de Justicia ha existido casi de forma ininterrumpida desde 1925. Para su estudio detallado, dividiremos su historia en tres etapas: una primera etapa en la que actuó como subsecretaría del Ministerio de Justicia, una segunda etapa que abarca los continuos cambios que hubo durante la Guerra Civil así como su consolidación durante la dictadura de Francisco Franco y una tercera etapa que se inicia con la Transición democrática y continua en la actualidad.

### Primera etapa (1925-1930)
La primera etapa se inicia en 1925, durante la dictadura de Miguel Primo de Rivera. Éste, suprime el Directorio Militar y lo sustituye por un Directorio Civil. Al mismo tiempo, suprime las subsecretarías de los departamentos ministeriales al considerarlas «órganos políticos más que técnicos» que no «facilitaban la marcha de la Administración».
Así, desaparecido este órgano intermedio, se reorganiza el Departamento de Justicia creándose una Dirección General de Justicia, Culto y Asuntos Generales que asumió las funciones de la subsecretaría en todo lo relativo a la regulación de los derechos de gracia —indultos, grandezas, títulos del Reino y asuntos eclesiásticos— así como todo lo relativo a las relaciones con la Administración de Justicia y asuntos generales.
La mencionada reorganización, que tenía carácter temporal, fue ratificada por Real decreto-ley de 15 de junio de 1926. Además, era el órgano central del Ministerio, a través del cual se relacionaban con el departamento los organismos autónomos de este, así como la Comisión General de Codificación.
Un mes más tarde, se desarrolló mediante un reglamento que atribuyó al director general todas las competencias sobre el personal que tenía el subsecretario y se creaba la posición de subdirector general para asistirlo y sustituirlo cuando fuere necesario, así como para asumir competencias sobre personal técnico y subalterno del departamento, registro general de legalizaciones y todo lo relativo a estadística, publicaciones y asistencia jurídico-técnica. También, del director general dependían cuatro secciones: asuntos judiciales (responsable de todo lo relativo a las relaciones con la administración de justicia y su personal); asuntos eclesiásticos (responsable de las relaciones con la Santa Sede, concordato y con otras instituciones religiosas); asuntos de gracia (responsable de los títulos nobiliarios, grandezas, permisos de matrimonio a la nobleza y otros asuntos aristocráticos, indultos, amnistías y libertad condicional); y contabilidad (responsable del presupuesto, obras, salarios, dietas, indemnizaciones, imprenta, boletín y biblioteca).
Por real decreto de 5 de noviembre de 1928, se renombró el órgano como Dirección General de Asuntos Judiciales y Eclesiásticos. En enero de 1930 sufrirá una ligera reforma, creándose una nueva sección de asuntos generales que asumía parte de las competencias de la sección de asuntos judiciales. Sin embargo, con la caída en desgracia de Primo de Rivera, asume el poder ejecutivo el general Berenguer que recuperó la Subsecretaría y suprimió la dirección general, cuyas funciones retornan a ésta. El subdirector general se transformó entonces en el Oficial Mayor de la Subsecretaría de Justicia.

### Segunda etapa (1930-1977)
La estructura establecida por Berenguer en torno a una Subsecretaría se mantuvo durante un lustro, incluida la Segunda República, mientras existió el Ministerio de Justicia. Pero, en 1935, una importante reforma ministerial da como resultado la creación de un super Ministerio de Trabajo, Justicia y Sanidad. Así, se recupera la Dirección General de Justicia que asume todos los servicios del extinto Ministerio de Justicia con tres subdirecciones generales: una «de Justicia» para todos los asuntos de la antigua Subsecretaría, otra para los de la extinta Dirección General de Prisiones y otra para la también suprimida Dirección General de los Registros y del Notariado.
A principios de 1936 se volvió a suprimir al recuperar la independencia del Ministerio y la Subsecretaría como su órgano principal de apoyo al ministro.
Con el estallido de la Guerra Civil, el bando republicano mantuvo su estructura mientras que en el bando sublevado fue la Comisión de Justicia de la Junta Técnica del Estado quien asumió las competencias judiciales entre 1936 y 1938. En 1938, por medio de la Ley organizando la Administración Central del Estado del 30 de enero, el bando sublevado recupera el Ministerio de Justicia dividiéndolo en servicios y una subsecretaría. Así, las funciones tradicionales de la Dirección General de Justicia (las previas a 1935) eran asumidas por el Servicio Nacional de Justicia, con las siguientes dos secciones: Personal y Asuntos Generales. No asumirá lo relativo a los servicios eclesiásticos, que pasan a ser un Servicio Nacional independiente.
Acabada la guerra, en algún momento (posiblemente septiembre de 1939 por algunos textos legales), los servicios nacionales pasan a ser direcciones generales. En 1943 se crea la Subdirección General de Justicia en su seno y en 1944 la Subdirección General de Justicia Municipal. En las casi cuatro décadas posteriores no hubo muchos cambios; se le adscribió una nueva sección y en 1946 se traspasó la Subdirección General de Justicia Municipal a la Subsecretaría, aunque retornó en 1951. Para el año 1968, la Dirección General contaba con un director general y tres servicios: relaciones con la Administración de Justicia, organización y medios de la Administración de Justicia y uno de personal de los Cuerpos de función asistencial a la Administración de Justicia.

### Tercera etapa (1977-)
Ya en la etapa democrática, en 1980 se crea el Consejo General del Poder Judicial (CGPJ). Por ello, se renombra la Dirección General como Secretaría Técnica de Relaciones con la Administración de Justicia, manteniendo funciones y estructura.
Cinco años después, en 1985, se renombra como Dirección General de Relaciones con la Administración de Justicia (DGRAJ) y se estructura mediante las subdirecciones generales de: Relaciones con la Administración de Justicia; Asuntos de Personal; Planificación y Control de Medios Materiales.
La DGRAJ fue suprimida en 1994 y asumió sus funciones la Secretaría General de Justicia, situación que apenas duró pues se recuperó en 1996, recuperando asimismo su estructura y competencias originales.
En el año 2000 adquirió su cuarta subdirección general sobre recursos económicos para una mejor gestión de la partida presupuestaria de Justicia y Ministerio Fiscal y una reforma al año siguiente le otorgó una quinta para la coordinación territorial en lo que respectaba a las gerencias territoriales existentes en los Tribunales Superiores de Justicia.
El nuevo gobierno de 2004 suprimió la Dirección General de Modernización de la Administración de Justicia y la DGRAJ asumió sus funciones y órganos, pasando a tener siete subdirecciones generales. Esta situación se revirtió en 2008 recuperando la mencionada dirección general suprimida (aunque perdiendo las competencias sobre el Registro de Penados y Rebeldes).
En 2020 se renombra como Dirección General para el Servicio Público de Justicia y se estructura a través de cinco subdirecciones generales: de Colaboración Institucional para el Servicio Público de Justicia, de Acceso y Promoción del Personal de la Administración de Justicia, de Programación Económica del Servicio Público de Justicia, de Cooperación y Coordinación Territorial de la Administración de Justicia, y otra para la Innovación y Calidad de la Oficina Judicial y Fiscal. Precisamente, esta última, de nueva creación, se hace para finalizar el despliegue y perfeccionamiento de las oficinas Judicial y Fiscal.
En abril de 2022, una pequeña reforma le retiró la Subdirección General para la Innovación y Calidad de la Oficina Judicial y Fiscal, al considerar que son competencias más propias de la Secretaría General, al ser su titular el responsable máximo del Cuerpo de Letrados y esta subdirección asumía las competencias más importantes en ese ámbito.

## Estructura y funciones
De esta Dirección General dependen los siguientes órganos:
- La Subdirección General de Colaboración Institucional para el Servicio Público de Justicia, a la que corresponde el ejercicio de las funciones sobre relaciones ordinarias con el Consejo General del Poder Judicial, el Ministerio Fiscal, los órganos judiciales, el Centro de Estudios Jurídicos y otros centros u organismos de formación jurídica, las asociaciones profesionales de jueces y magistrados, las asociaciones profesionales de fiscales y los Colegios de Abogados, de Procuradores de los Tribunales y de Graduados Sociales; la programación de efectivos y gestión ordinaria de personal de la carrera fiscal; la ordenación y control del servicio de asistencia jurídica gratuita a la ciudadanía; la gestión de expedientes de responsabilidad patrimonial del Estado por el funcionamiento de la Administración de Justicia y sobre el ejercicio de las competencias que le atribuya la normativa en materia de acceso a las profesiones de abogado, procurador de los tribunales y graduado social.
- La Subdirección General de Acceso y Promoción del Personal de la Administración de Justicia, órgano que asume la programación y coordinación de actuaciones sobre dotación de recursos humanos de los órganos judiciales, Ministerio Fiscal y medicina forense; el ejercicio de las competencias en materia de gestión del personal funcionario o del personal laboral al servicio de la Administración de Justicia que estén atribuidas al Ministerio de Justicia y no se encuentren encomendadas a otros órganos y la organización y desarrollo de la formación, la programación y gestión de la acción social, la coordinación de la prevención de riesgos laborales del personal adscrito al servicio de la Administración de Justicia, así como las relaciones ordinarias con los sindicatos con implantación en el ámbito de la Administración de Justicia.
- La Subdirección General de Programación y Gestión Económica del Servicio Público de Justicia, a la que le corresponde los estudios económicos, planificación y confección del programa presupuestario de los tribunales de Justicia y del Ministerio Fiscal; la gestión económico-presupuestaria de los créditos asignados a la Secretaría General y el control de la gestión de cuentas bancarias y cuentas de gastos; el impulso y la gestión de los expedientes de contratación en el ámbito de la competencia de la SGICSPJ, excepto los que correspondan a la Dirección General de Transformación Digital de la Administración de Justicia y a la Subsecretaría; la resolución de expedientes relativos a las reclamaciones al Estado por salarios de tramitación en juicios por despido; y el control y supervisión de la gestión económica de la cuenta de depósitos y consignaciones judiciales.
- La Subdirección General de Cooperación y Coordinación Territorial de la Administración de Justicia, que asume la dirección y coordinación de las Gerencias Territoriales ante los TSJ, así como la realización de informes, estudios y propuestas para mejorar la actividad desarrollada por dichas gerencias; la ordenación de los medios materiales para la Administración de Justicia; la organización y supervisión de los institutos de medicina legal y ciencias forenses y del Instituto Nacional de Toxicología y Ciencias Forenses y de sus medios técnicos, así como de las Oficinas de Asistencia a las Víctimas de Delitos Violentos y contra la Libertad Sexual y de los equipos de especialistas sobre la materia; las relaciones ordinarias con las administraciones autonómicas en las materias que afectan a la Administración de Justicia o al traspaso de funcionarios y oficinas en dichas materias y el seguimiento, estudio e informe de las disposiciones y actos de las comunidades autónomas; así como la gestión del servicio de información a afectados por la sustracción de recién nacidos.
- La Subdirección General de Obras y Patrimonio, a la que le corresponde la administración, reparación y conservación de los bienes muebles e inmuebles dentro del ámbito del Servicio Público de Justicia, así como los de las Gerencias Territoriales; la actualización del inventario del patrimonio mobiliario e inmobiliario adscrito a éste y toda la gestión patrimonial de los referidos inmuebles incluida la relacionada con la tramitación de sus expedientes de afectación, de adscripción o de arrendamiento; la programación y gestión de las inversiones nuevas y las de reposición; la planificación, dirección y supervisión, en los supuestos a que se refiere el artículo 235 de la Ley 9/2017, de 8 de noviembre, de Contratos del Sector Público, de los proyectos de obras de construcción, reparación y conservación de los edificios dentro del ámbito del Servicio Público de Justicia, así como los de las Gerencias Territoriales, instalaciones, mobiliario y demás bienes para la puesta en funcionamiento de los servicios.

Asimismo, desde marzo de 2022 depende del Ministerio de Justicia, a través de esta Dirección General, aunque funcionalmente de la Fiscalía europea, una Unidad Administrativa-Oficina de la Fiscalía Europea en España, como órgano de soporte a ésta.

## Titulares
| - Ramón García del Valle (1925-1930) - Manuel García Atance (1935) - Isidoro Millán Mariño (1935-1936) - Marcelino Rico Rivas (1936) - Alejandro Gallo Artacho (1938-1943) - Esteban Gómez Gil. Interino. Subsecretario del ministerio encargado del despacho y firma. - Manrique Mariscal de Gante y de Gante (1946-1951) - Esteban Samaniego Rodríguez (1951-1959) - Vicente González García (1959-1965) - Acisclo Fernández Carriedo (1965-1972) - Eduardo Torres-Dulce Ruiz (1972-1976) - Rafael Mendizábal Allende (1976) - Fernando Cotta y Márquez de Prado (1976-1978) - José María Gil Albert Velarde (1978-1979) - Luis de Angulo Montes (1979) - Miguel Pastor López (1979-1980) | - Javier Moscoso del Prado (1980-1981) - Joaquín García-Romanillos Valverde (1981-1982) - Francisco Huet García (1982-1985) - Juan Antonio Xiol Ríos (1985-1990) - Antonio Nabal Recio (1990-1993) - Fernando Escribano Mora (1993-1994) - Juan Ignacio Zoido (1996-2000) - Carlos Lesmes Serrano (2000-2004) - Ricardo Bodas Martín (2004-2007) - Ángel Arozamena Laso (2007-2009) - Caridad Hernández García (2009-2012) - Ricardo Gonzalo Conde Díez (2012-2016) - Joaquín Delgado Martín (2016-2018) - Esmeralda Rasillo López (2018-2020) - Concepción López-Yuste Padial (2020-2021) - María dels Àngels García Vidal (2021-2024) - Verónica Ollé Sesé (2024-presente) |